# Асанов, Алимхан Баранбаевич
Алимхан Баранбаевич Асанов (23 сентября 1921,	с. Нариман, Ногайский район, Дагестанская АССР, РСФСР, СССР — 14 января 1974) — старший сержант гвардии, участник Великой Отечественной войны, командир отделения разведки и миномётного расчёта 57-го гвардейского кавалерийского полка 15-й гвардейской кавалерийской дивизии 7-го гвардейского кавалерийского корпуса 1-го Белорусского фронта, участник освобождения Польши, боёв на территории Германии, полный кавалер Ордена Славы.

## Биография
Ногаец. Выпускник Дагестанского сельскохозяйственного техникума. Работал в колхозе зоотехником. С октября 1941 года участвовал в боях Великой Отечественной войны.
27 августа 1944 года в составе группы разведчиков Асанов переправился через Вислу севернее Пулавы и взял в плен двух солдат, которые дали ценные сведения. 15 октября 1944 года за этот подвиг он был удостоен Ордена Славы 3-й степени.
4 ноября 1944 года, командуя отделением разведки, Асанов вновь переправился через Вислу, и, забросав гранатами немецкую траншею, захватил её. При обороне захваченной позиции был ранен, но не оставил поле боя и прикрывал отделение огнём. 24 апреля 1945 года за мужество и героизм удостоился Ордена Славы 2-й степени.
23 апреля 1945 года командир миномётного расчёта Асанов в ходе боёв в районе Ораниенбурга близ Берлина уничтожил автомобиль противника и вывел из строя около 15 немецких автоматчиков. В ходе боёв близ Коцена участвовал в отражении двух контратак фашистов, уничтожил более 10 автоматчиков и вынес с поля боя раненного товарища. 17 июля того же года был награждён орденом Славы 2-й степени (повторно).
В 1946 году демобилизовался и вернулся в Дагестан. В 1955 году вступил в КПСС.
17 февраля 1970 года за образцовое выполнение заданий командования в боях с немецко-фашистскими захватчиками указом Президиума ВС СССР был перенаграждён Орденом Славы 1-й степени и, таким образом, стал полным кавалером ордена.
14 января 1974 года скончался.

## Память
Улицы нескольких сёл Ногайского района Дагестана носит его имя: Ленинаул, Нариман, Терекли-Мектеб.